# الموجة التاسعة
الموجة التاسعة (بالروسية: Девятый валl) هي لوحة بريشة الرسام البحري الروسي إيفان إيفازوفسكي رسمها عام 1850. تعتبر أشهر أعماله.  يمثل عنوان اللوحة تعبير إبحار قديم يشير إلى موجة ذات حجم لا يُصدق تأتي بعد سلسلة من موجات أكبر بشكل متزايد.  كثيرا ما تسمى هذه اللوحة «أجمل لوحة في روسيا». 

## الوصف

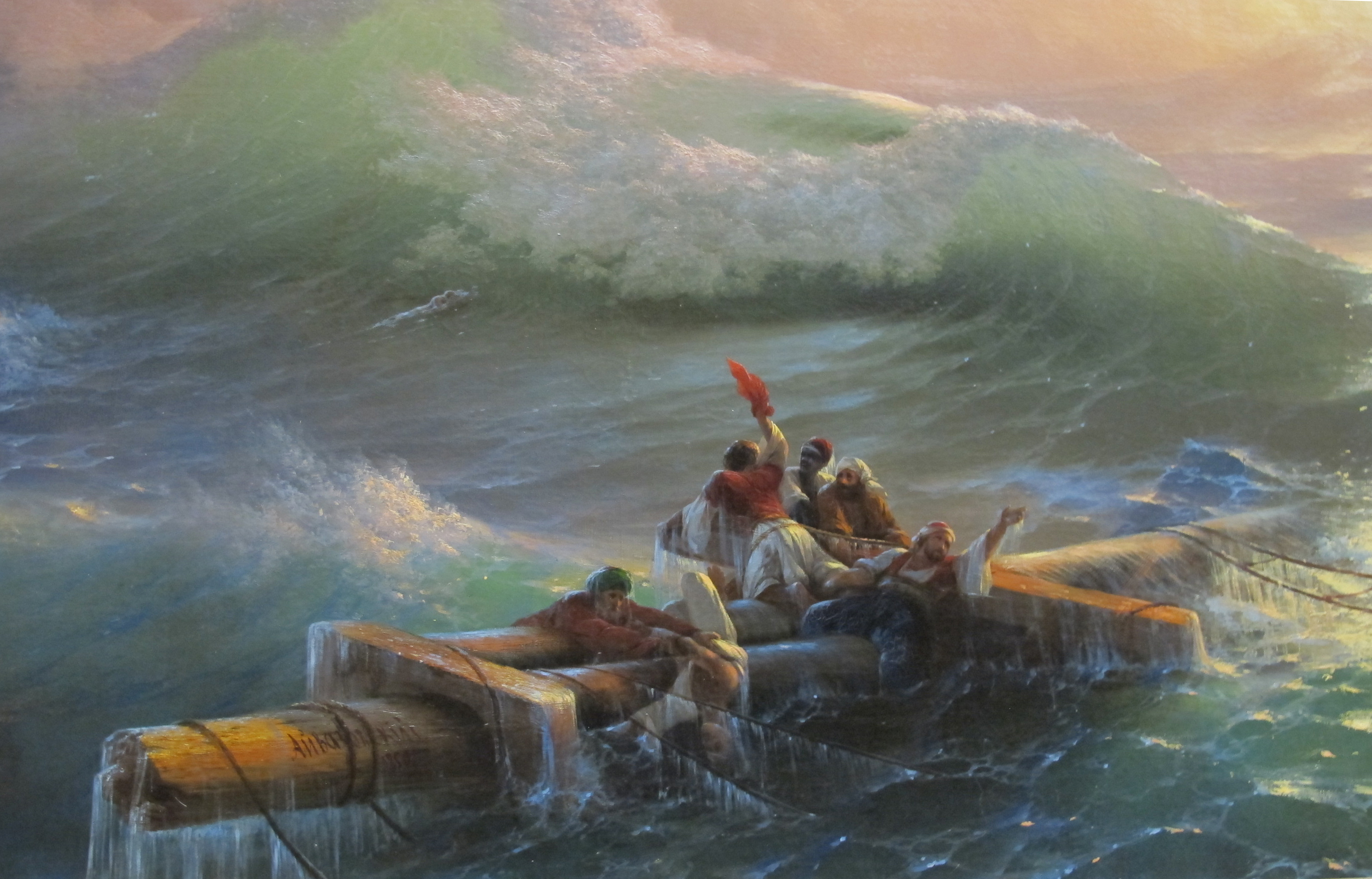
تفاصيل.

في الأسطورة الشعبية، الموجة الأكثر فظاعة وقوة وتدميرًا «الموجة التاسعة» - تقترب بسرعة. ومع ذلك فإن ظلام الليل ينكسر بنور الرجاء. مجموعة صغيرة من الناس تتشبث بحطام سارية السفينة، والتي تبدو ملجأ موثوق به عند الفجر أكثر مما كانت عليه في ظلام الليل. المحاولات اليائسة للبقاء على قيد الحياة سوف تغزو البحر العاصف. تم تفسير الموجة التاسعة، بالطبع، أيضًا بشكل استعاري. اكتسبت اللوحة معنى رمزيًا لعدة أجيال، وغرسة الإيمان في انتصار الإنسان والإنسانية والحياة. تظهر هذه اللوحة كلاً من تدمير الطبيعة وجمالها. 

## الملكية
ربما تكون الموجة التاسعة أشهر أعمال إيفازوفسكي. تم شراؤها في الأصل من أجل متحف هيرميتاج ، وكانت واحدة من أولى اللوحات في مجموعة متحف الإمبراطور ألكسندر الثالث في عام 1897. الآن هي جزء من مجموعة المتحف الروسي في سانت بطرسبرغ. 